# Chuyến bay 163 của Saudia
Chuyến bay 163 của Saudia (SV163/SVA163) là một chuyến bay quốc tế của Saudia theo lịch trình từ sân bay quốc tế Riyadh (nay là căn cứ không quân Riyadh), Ả Rập Xê-út đến sân bay quốc tế Quốc vương Abdulaziz ở Jeddah, Ả Rập Xê-út đã bốc cháy sau khi cất cánh từ Riyadh vào ngày 19 tháng 8 năm 1980. Tất cả 287 hành khách và 14 thành viên phi hành đoàn đã thiệt mạng trên chiếc Lockheed L-1011-200 TriStar vì hít phải khói độc sau khi máy bay hạ cánh khẩn cấp thành công tại Riyadh.
Đây là vụ tai nạn thảm khốc nhất liên quan đến máy bay Lockheed L-1011 TriStar, và là vụ tai nạn thảm khốc nhất ở Ả Rập Xê-út.

## Máy bay và phi hành đoàn.

### Máy bay
Chiếc máy bay trong vụ tai nạn là chiếc Lockheed L-1011-200 TriStar (số đăng bạ HZ-AHK). Nó thực hiện chuyến bay đầu tiên vào ngày 13 tháng 7 năm 1979 và được giao cho Saudia vào ngày 21 tháng 8 năm 1979.

### Phi hành đoàn
Cơ trưởng tên Mohammed Ali Khowyter, 38 tuổi, quốc tịch Ả Rập Xê Út, được Saudia thuê vào năm 1965. Ông đã lái nhiều loại máy bay như Douglas DC-3, DC-4, McDonnell Douglas DC-9, Boeing 707 và 737. Hồ sơ của Khowyter mô tả anh ấy là một người tư duy chậm và cần được đào tạo bài bản. Khowyter đã có 7674 giờ bay, trong đó có 388 giờ trên L-1011-200 TriStar.
Cơ phó tên Sami Abdullah M. Hasanain, 26 tuổi, quốc tịch Ả Rập Xê Út, tham gia vào Saudia năm 1977. Anh nhận được chứng chỉ trên  L-1011-200 TriStar 11 ngày trước khi vụ tai nạn xảy ra. Tuy nhiên, trong quá trình huấn luyện, do thành tích kém Hasanain đã bị loại khỏi trường dạy bay. Hasanain đã có 1615 giờ bay, trong đó có 125 giờ trên L-1011-200.
Kỹ sư bay tên Bradley Curtis, 42 tuổi, quốc tịch Hoa Kỳ, được Saudia thuê vào năm 1974. Curtis đã có 650 giờ bay, bao gồm 157 giờ trên L-1011-200. Đồng nghiệp của anh ấy nói rằng anh ấy mắc chứng khó đọc và gặp nhiều khó khăn trong công việc.

## Tai nạn

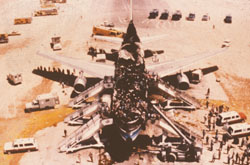
Toàn cảnh chuyến bay 163 của Saudia sau vụ cháy

Chuyến bay 163 rời Sân bay Quốc tế Qu'aid-e-Azam (nay là Sân bay Quốc tế Jinnah) ở Karachi, Pakistan lúc 18:32 giờ Pakistan (13:32 UTC) đến Sân bay Quốc tế Jeddah (được biết đến là Sân bay quốc tế Quốc vương Abdulaziz) ở Jeddah, Ả Rập Xê Út, quá cảnh tại sân bay Riyadh ( được biết đến là Sân bay quốc tế quốc vương Khalid). Chuyến bay đến Riyadh lúc 19:06 giờ Ả Rập Xê Út (16:06 UTC). Có 2 giờ tạm dừng để tiếp nhiên liệu. Sau khi tiếp nhiên liệu, chuyến bay cất cánh lúc 21:08 (18:08 UTC) hướng đến Jeddah.[5]

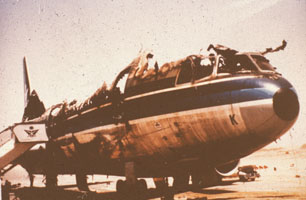
Phần còn lại của HZ-AHK sau vụ cháy

Gần 7 phút sau chuyến bay, phi hành đoàn nhận được cảnh báo có khói từ khoang hàng hóa.  Phi hành đoàn đã dành  phút tiếp theo để cố gắng xác nhận các cảnh báo, sau đó kỹ sư bay Curtis quay trở lại cabin để xác nhận khói. Cơ trưởng Khowyter quyết định quay trở lại sân bay và cơ phó Hasanain đã thông báo ý định của họ bằng radio lúc 21:20 (18:20 UTC). Lúc 21:25 (18:25 UTC), cần đẩy của động cơ số hai (động cơ trung tâm) bị kẹt do ngọn lửa cháy qua dây cáp vận hành. Sau đó, lúc 21:29 (18:29 UTC), động cơ đã ngừng hoạt động trong lần tiếp cận cuối cùng.
Lúc 21:35 (18:35 UTC), Khowyter tuyên bố tình trạng khẩn cấp và hạ cánh trở lại Riyadh. Sau khi hạ cánh lúc 21:36 (18:36 UTC), máy bay tiếp tục đi đến đường lăn ở cuối đường băng, nơi nó rời khỏi đường băng, dừng lại sau 2 phút 40 giây khi hạ cánh lúc 21:39 (18:39 UTC). Các thiết bị cứu hỏa của sân bay đã được bố trí ở phần hạ cánh của đường băng. Điều này có nghĩa là họ phải lao theo chiếc máy bay đã sử dụng toàn bộ chiều dài của đường băng dài 4.000 mét (13.000 ft) để giảm tốc độ rồi thoát ra đường lăn. Máy bay dừng quay ngược hướng với hướng hạ cánh
Khi máy bay dừng lại, phi hành đoàn báo cáo rằng họ đang tắt động cơ và chuẩn bị sơ tán. Tuy nhiên, khi đến máy bay ngay sau đó, các nhân viên cứu hộ phát hiện ra rằng hai động cơ gắn trên cánh vẫn đang chạy, khiến họ không thể mở cửa. Chúng cuối cùng đã ngừng hoạt động lúc 21:42 (18:42 UTC), ba phút 15 giây sau khi máy bay dừng lại, lúc đó liên lạc với phi hành đoàn bị mất. Không có ngọn lửa bên ngoài nào được nhìn thấy vào thời điểm này, nhưng ngọn lửa được quan sát thấy qua các cửa sổ ở phía sau máy bay. 23 phút sau khi tắt động cơ, lúc 22:05 (19:05 UTC), cửa R2 (cửa thứ hai ở bên phải) được nhân viên mặt đất mở ra. Ba phút sau, bên trong máy bay lóe sáng và bị lửa thiêu rụi.

### Tại sao Cơ trưởng Khowyter không sơ tán máy bay kịp thời vẫn là vấn đề chưa được giải thích?
Các báo cáo của Ả-rập Xê-út nói rằng phi hành đoàn không thể mở cửa kiểu Plug-door (loại cửa được thiết kế để tự đóng kín bằng cách tận dụng sự chênh lệch áp suất ở hai bên và thường được sử dụng trên máy bay có điều áp cabin). Chiếc máy bay đang di chuyển và vẫn duy trì áp suất trong quá trình hạ cánh vì hệ thống điều áp cabin đang ở chế độ chờ và máy bay được tìm thấy với cả hai cửa điều áp gần như đóng hoàn toàn. Các cửa sập điều áp lẽ ra phải mở hoàn toàn khi hạ cánh để giảm áp suất cho máy bay. Phi hành đoàn được tìm thấy vẫn ngồi trên ghế của họ, và tất cả các nạn nhân được tìm thấy ở nửa phía trước của thân máy bay. Khám nghiệm tử thi đã được tiến hành đối với một số công dân không phải người Ả Rập Xê Út, bao gồm cả kỹ sư máy bay người Mỹ. Tất cả đều chết vì ngạt khói chứ không phải bỏng, điều này cho thấy họ đã chết từ lâu trước khi cánh cửa R2 được mở ra. Không thể xác định được nguồn gốc của đám cháy trong khoang.
- Chuyến bay 162 của Saudia